# Ezra (Opferberatung)
Ezra. Beratung für Betroffene rechter, rassistischer und antisemitischer Gewalt in Thüringen, Eigenschreibweise ezra, ist eine mobile Opferberatungsstelle. Das Projekt mit Sitz in Erfurt wurde 2011 gegründet und arbeitet seit 2012 in der Trägerschaft der Evangelischen Kirche in Mitteldeutschland.

## Tätigkeit und Rezeption
Ezra ist ein hebräisches Wort und steht für Hilfe. Opfer rechter, rassistischer und antisemitischer Gewalttaten, auch Angehörige und andere Personen aus dem Umfeld Betroffener, erhalten bei der Beratungsstelle psychosoziale und juristische Unterstützung. Diese arbeitet nach eigenen Angaben unabhängig von staatlichen Einrichtungen und Parteien und orientiert sich an den Menschenrechten. Finanziert wird die Arbeit mit Bundes- und Landesmitteln, seit 2015 durch das Bundesprogramm „Demokratie leben“ und das Thüringer Landesprogramm „Denk bunt“. Bei Ezra sind sechs Beraterinnen und Berater sowie ein Verwaltungsmitarbeiter tätig; Projektleiter ist Franz Zobel. 2023 betrug die Fördersumme rund 550.000 Euro.
Die Einrichtung pflegt zudem eine Datenbank über rechte Gewalttaten in Thüringen und veröffentlicht jährlich eine Statistik zu Fällen rechter, rassistischer und antisemitischer Übergriffe, bei denen ein solches Tatmotiv nachgewiesen werden kann. So registrierte Ezra 2020 als häufigstes Tatmotiv Rassismus, „gefolgt von politischer Gegnerschaft“. In den meisten Fällen von Gewalt habe es sich um Körperverletzung gehandelt sowie um einen Todesfall. Für das Jahr 2023 zählte Ezra in ihrer Statistik 147 Fälle, die 291 Menschen betrafen. Tatmotiv war bei 85 Fällen Rassismus.
Die Ergebnisse des Monitorings sind eine Quelle für die Berichterstattung überregionaler Medien. Die Erhebungen und die Arbeit von Ezra flossen auch in Studien zu öffentlichen Debatten und Kontroversen um den „Nationalsozialistischen Untergrund“ sowie zu Präventions- und Interventionsansätzen ein. Für eine soziologische Fallstudie im Rahmen einer 2015 veröffentlichten Untersuchung über Rechtsextremismus in lokalen Kontexten führten die Autoren Interviews unter anderen mit Mitarbeitenden von Ezra.
Gemeinsam mit anderen Thüringer Beratungsstellen und dem Zentrum für Rechtsextremismusforschung der Friedrich-Schiller-Universität Jena gibt Ezra seit 2020 jährlich die Schriftenreihe Thüringer Zustände heraus, die Aufsätze verschiedener Autoren und Autorinnen versammelt. Laut Frankfurter Allgemeine Zeitung verspricht sie eine „faktenbasierte Darstellung und kritische Einordnung“ rassistischer, antisemitischer und rechtsextremer Gewalt im Freistaat und versteht sich „als zivilgesellschaftliche Ergänzung zu behördlichen Darstellungen“. In der 80-seitigen Ausgabe von 2024 berichten die Autoren über eine Radikalisierung von Teilnehmern regelmäßiger Demonstrationen und warnen vor dem zunehmenden Einfluss antidemokratischer Kräfte im Freistaat. Treibende Kraft hinter dem Erstarken rechtsextremer, rechtspopulistischer, rassistischer und antisemitischer Tendenzen in Thüringen sei die AfD. Die Autoren beschreiben auch, wie der Antisemitismus seit dem Terrorangriff der Hamas auf Israel am 7. Oktober 2023 breite gesellschaftliche Schichten in Thüringen erreicht habe. Vor allem die Region Sonneberg sei ein „Hotspot“ rassistisch und rechtsextrem motivierter Übergriffe. Rechte Gewalttäter sähen sich von der gesellschaftlichen Stimmung legitimiert.

## Veröffentlichungen (Auswahl)
- Matthias Quent, Daniel Geschke, Eric Peinelt: Die haben uns nicht ernst genommen. Eine Studie zu Erfahrungen von Betroffenen rechter Gewalt mit der Polizei. Hrsg. von ezra, Neudietendorf 2014, ISBN 978-3-00-046922-0. Studie online 2018, pdf.
- Daniel Geschke, Marc Blüml, Lukas Wittmann, Jaroscha Pia Steinhauer, Fiona Schmid: Studie Sekundäre Viktimisierung von Betroffenen rechter, rassistischer, antisemitischer und sexualisierter Gewalt – Fokus: Polizei und Justiz. Kooperationsprojekt des IDZ mit ezra und VBRG e. V, 2023, pdf.
- Thüringer Zustände. Fakten und Analysen, jährlich seit 2020, ISSN 2751-1847.